# Reserva Particular do Patrimônio Natural Municipal
Reserva Particular do Patrimônio Natural Municipal (RPPNM) é uma lei brasileira criada em 2000 (Lei 9.985/2000) que visa criar unidades de conservação de áreas verdes, de propriedade privada, em regiões urbanas ou das grandes cidades brasileiras, estimulando a presevação da diversidade biológica, de paisagens notáveis e que possam apresentar elevado valor histórico, arqueológico, paleontológico e espeleológico.

## Rio de Janeiro

### Casa da Árvore
Localizada na cidade fluminense de Miguel Pereira, possui 1 ha de mata e foi criada em 2007.

## Minas Gerais

### Santuário do Caraça
Localizada aos Municípios de Catas Altas e Santa Bárbara, com 10.187,89 hectares de área preservada.

## Paraná

### Bosque das Corujas
Localizado na capital paranaense, Curitiba, foi implantada em maio de 2012, com uma área de 5.000 m2 de mata nativa.

### Reserva Airumã
Em março de 2013 foi inaurugada a Reserva Airumã (Airumã, que em Língua tupi significa “estrela da manhã”), uma reserva urbana de 30 mil m² de mata nativa localizada no bairro de Santa Felicidade, em Curitiba. A reserva é um Patrimônio Natural Municipal de Curitiba.